# Paul de Groote
Paul Adolphe de Groote (Brussel, 4 februari 1862 - Elsene, 21 april 1944), was een Belgisch edelman en diplomaat.

## Geschiedenis
- In 1613 verleende keizer Matthias de titel baron van het Heilig Roomse Rijk aan Alexandre de Groote.

## Levensloop
Paul de Groote was een zoon van Charles de Groote, buitengewoon gezant en gevolmachtigd minister, en van Melanie Stuckens. Hij promoveerde tot ingenieur aan de Rijksuniversiteit Gent (1882-1884).
Hij trad onmiddellijk toe tot de Belgische diplomatie en werd benoemd als ambassaderaad. Hij volgde een uitgebreid curriculum:
- secretaris ambassade in Belgrado (1886-1888)
- secretaris ambassade in Yokohama (1888-1895)
- ambassaderaad in Istanboel (1895-1896)
- ambassaderaad in Den Haag (1896-1898)
- minister in Lima (1898-1904)
- buitengewoon gezant in Athene (1904-1906)
- minister in Kopenhagen (1907-1912)
- minister in Bern (1912-1918)
- minister in Peru, Bolivië en de Evenaar, met residentie in Lima (1921-1923)
- ambassadeur in Helsinki (1925-1927)
- ontslag en persionering in 1927.

De Groote solliciteerde na zijn pensionering bij de republiek Liberia om een ambassade, maar zonder gevolg. Hij werd wel nog vertegenwoordiger van de republiek Honduras bij de Heilige Stoel.
Hij werd in 1903 erkend in de Belgische erfelijke adel, met de titel baron, overdraagbaar op al zijn afstammelingen.
Hij trouwde in 1895 in Istanboel met Clara Singleton of Mell (1865-1940). Ze kregen twee dochters en een zoon, Alexandre de Groote (Sint-Gillis 1906 - Lima 1991). Hij werd burgerlijk ingenieur en consul van El Salvador in Brussel. Hij ging in Peru wonen na zijn huwelijk in 1951 met Rosa Lopez Ainzoain. Ze kregen een zoon, Alexandre de Groote, die ongehuwd bleef.